# Stellidia oenopion
Stellidia oenopion är en fjärilsart som beskrevs av William Schaus 1914. Stellidia oenopion ingår i släktet Stellidia och familjen nattflyn. Inga underarter finns listade i Catalogue of Life.